# JES Verkehrsgesellschaft

Früheres Logo der JES Verkehrsgesellschaft bis 2013

Logo der JES Verkehrsgesellschaft 2014 bis 2023

Die JES Verkehrsgesellschaft mbH ist ein Verkehrsunternehmen, das den ÖPNV mit Regionalbus-Linien im Saale-Holzland-Kreis und in der kreisfreien Stadt Jena betreibt. Der Name leitet sich von den Anfangsbuchstaben der wichtigsten bedienten Orte ab: Jena, Eisenberg und Stadtroda.
Die JES Verkehrsgesellschaft ist ein Tochterunternehmen der Jenaer Nahverkehr GmbH. Ursprünglich gab es Überlegungen, die JES Verkehrsgesellschaft mit der Jenaer Nahverkehr GmbH zu fusionieren. Letztendlich wurde zum 1. Januar 2022 ein Mutter-Tochter-Modell umgesetzt. Schon zuvor bestand eine enge Zusammenarbeit, so wurden beispielsweise Fahrten der JES in Fahrpläne der Jenaer Nahverkehr GmbH integriert sowie Linien gemeinsam koordiniert.
Die JES Verkehrsgesellschaft mbH verfügte 2014 über etwa 80 Regionalbusse.

## Linien und Tarif
Die Linien 401 und 402 bedienen als Stadtlinie den städtischen Nahverkehr in Eisenberg.
Mit dem Beitritt des Saale-Holzland-Kreises zum Verkehrsverbund Mittelthüringen (VMT) am 12. Dezember 2010 gilt in allen Buslinien der Verbundtarif Mittelthüringen. Davor galt er nur auf den Linienabschnitten, die auf Jenaer Stadtgebiet lagen.

### Linien & Takte
Das aktuelle System der Liniennummern wurde am 14. Dezember 2024 eingeführt und die Liniennummern einem Gebiet zuordnen. In erster Linie besteht es aus den Hauptlinien 410, 450 und 460, die an allen Wochentagen verkehren. Die Gebietszuordnung erfolgt über die zweite Zahl in der Liniennummer:
- 40X -> Stadtlinie Eisenberg
- 41X -> Region Eisenberg – Jena
- 42X -> Region Jena – Dornburg – Camburg
- 43X -> Region Jena – Beutnitz – Bürgel
- 44X -> Region Schkölen
- 45X -> Region Heideland-Elstertal
- 46X -> Region Eisenberg – Hermsdorf
- 47X -> Region Jena – Stadtroda – Hermsdorf
- 48X -> Region Kahla – Orlamünde
- 49X -> Region Jena – Milda
| Linie | Laufweg                                                     | Mo–Fr (Schule) | Mo–Fr (Ferien) | Sa     | So & FT |
| 401   | Stadtlinie Eisenberg                                        | 60             | 60             | 60     | –       |
| 402   | Stadtlinie Eisenberg                                        | s              | –              | –      | –       |
| 410   | Eisenberg – Bürgel – Jena                                   | 60             | 60             | 120/90 | 120/90  |
| 412   | Eisenberg – Ilmsdorf – Bürgel                               | u              | –              | –      | –       |
| 420   | Jena – Dorndorf – Camburg                                   | r              | u              | –      | –       |
| 422   | Jena – Dorndorf – Dornburg                                  | u              | –              | –      | –       |
| 424   | Jena – Jena, Cospeda – Dornburg                             | 120            | 120            | –      | –       |
| 425   | Jena – Stiebritz – Dorndorf                                 | s              | –              | –      | –       |
| 426   | Jena – Jena, Isserstedt/Erich-Kuithan-Str. – Stiebritz      | s              | –              | –      | –       |
| 430   | Jena – Jena, Wiesenstr. – Kunitz – Jenalöbnitz – Bürgel     | r              | r              | –      | –       |
| 431   | Jena – Jena, Erich-Kuithan-Str. – Kunitz – Poxdorf – Bürgel | u              | s              | –      | –       |
| 432   | Tautenburg – Dorndorf – Jenalöbnitz                         | u              | s              | –      | –       |
| 440   | Eisenberg – Wetzdorf – Camburg                              | u              | u              | –      | –       |
| 441   | Eisenberg – Schkölen – Camburg                              | u              | u              | –      | –       |
| 442   | Eisenberg – Königshofen – Schölen                           | u              | s              | –      | –       |
| 444   | Graitschen – Dothen – Schkölen                              | s              | –              | –      | –       |
| 450   | Eisenberg – Crossen                                         | 60             | 60             | 120    | 120     |
| 451   | Eisenberg – Crossen – Seifartsdorf                          | u              | –              | –      | –       |
| 452   | Eisenberg – Bucheim – Eisenberg                             | r              | u              | –      | –       |
| 454   | Crossen – Ahlendorf                                         | s              | –              | –      | –       |
| 460   | Eisenberg – Weißenborn – Hermsdorf                          | 60             | 60             | 120    | 120     |
| 461   | Eisenberg – Tautenhain                                      | s              | s              | –      | –       |
| 462   | Hermsdorf – Weißenborn – Tautenhain – Bad Klosterlausnitz   | s              | s              | –      | –       |
| 470   | Hermsdorf – Stadtroda                                       | 120            | 120            | –      | –       |
| 471   | Eisenberg – Hermsdorf – Stadtroda – Trockenborn             | r              | u              | –      | –       |
| 472   | Jena – Schöngleina – Hermsdorf                              | r              | r              | –      | –       |
| 473   | Stadtroda – Schöngleina – Hermsdorf                         | u              | u              | –      | –       |
| 475   | Stadtroda – Kleinbockedra                                   | s              | s              | –      | –       |
| 477   | Schlöben – Zöllnitz – Rutha                                 | s              | –              | –      | –       |
| 480   | Jena – Altendorf/Großpürschütz – Kahla                      | u              | u              | –      | –       |
| 481   | Jena – Kahla – Hummelshain                                  | r              | r              | –      | –       |
| 482   | Jena – Kahla – Milda                                        | u              | u              | –      | –       |
| 484   | Jena – Kahla – Kleinbucha                                   | u              | u              | –      | –       |
| 488   | Kahla – Kleinbucha – Orlamünde                              | s              | –              | –      | –       |
| 489   | Kahla – Orlamünde – Hummelshain                             | s              | –              | –      | –       |
| 490   | Jena – Milda/Magdala                                        | u              | u              | –      | –       |
| 492   | Jena – Rothenstein – Milda                                  | u              | u              | –      | –       |
| 494   | Rothenstein – Schirnewitz – Kahla                           | s              | –              | –      | –       |
| 495   | Milda – Dürrnegleina – Kahla                                | s              | –              | –      | –       |

60, 90, 120: Takt in Minuten
r: kein Takt, aber regelmäßig (i. d. R. mind. 1 Fahrt in 2 Stunden)
u: unregelmäßig
s: selten; max. 3 Fahrten pro Tag 

### Ehemalige Linien
Vor dem 14. Dezember 2024 waren die Linien lückenhaft und ohne System von 405 bis 489 durchnummeriert, wobei bei der Übertragung in das neue System einige Linien aufgeteilt oder zusammengeführt wurden.
 Folgende Linien sind nach dem 14. Dezember 2014 aufgelöst wurden:
| Linie | Laufweg                                | Bemerkung                                                          |
| 443   | Eisenberg – Petersberg – Eisenberg     | nur eine Fahrt am Nachmittag; zum 15.12.2019 entfallen             |
| 453   | Eisenberg – Kleinhelsdorf – Buchheim   | zum 15.19.2019 in 452 integriert                                   |
| 463   | Hermsdorf – Schleifreisen              | zum 29.08.2022 in 471 integriert                                   |
| 474   | Stadtroda – Ruttersdorf – Hermsdorf    | zum 10.12.2017 in 472 und 473 integriert                           |
| 476   | Bürgel – Stadtroda                     | eine Fahrt pro Richtung; zum 09.12.2018 entfallen                  |
| 486   | Kahla – Eichenberg                     | nur Dienstag und Donnerstag; zum 13.12.2015 in 484 integriert      |
| 487   | Kahla – Altenberga – Altendorf – Kahla | nur Montag, Mittwoch und Freitag; zum 13.12.2015 in 480 integriert |